# Jimsar

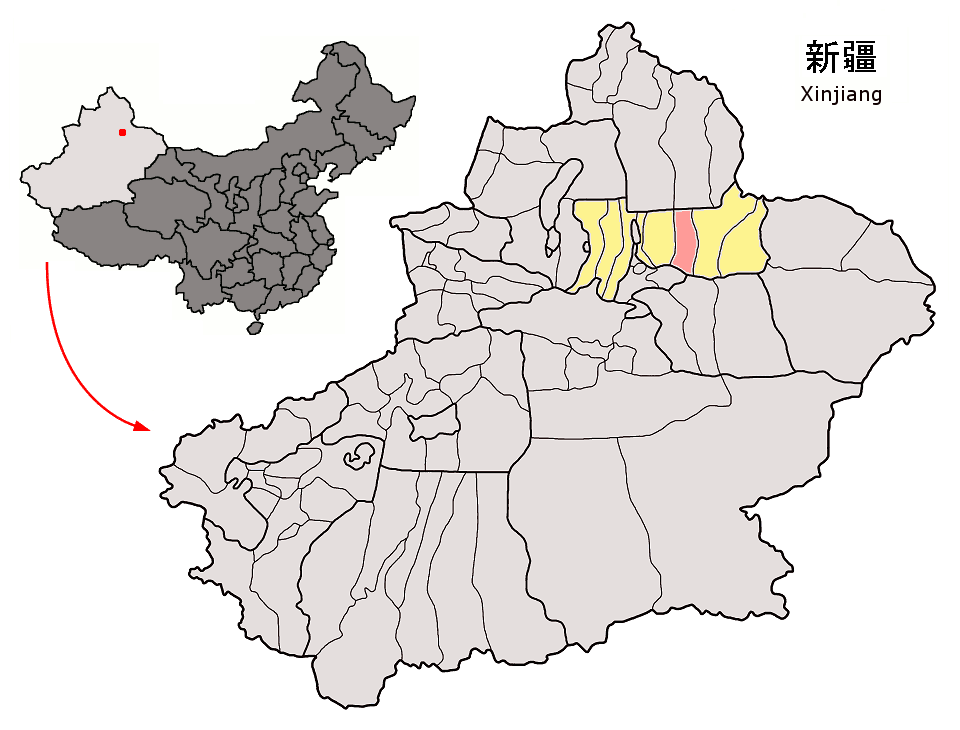
Lage des Kreises Jimsar (rosa) im Autonomen Bezirk Changji (gelb)

Der Kreis Jimsar (chinesisch 吉木萨尔县, Pinyin Jímùsà'ěr Xiàn, uigurisch جىمىسار ناھىيىسى Jimisar Naⱨiyisi) ist ein Kreis des Autonomen Bezirks Changji der Hui im mittleren Norden des Uigurischen Autonomen Gebietes Xinjiang in der Volksrepublik China.
Der Kreis liegt im Süden der Dsungarei und nördlich des Gebirges Bogda Shan.
Er hat eine Fläche von 8.169,86 km² und zählt 113.284 Einwohner (Stand: Zensus 2010).
Sein Hauptort ist die Großgemeinde Jimsar (吉木萨尔镇).
Ungefähr 12 km nördlich der Stadt befinden sich die Reste der alten Ruinenstadt Beiting (Beiting gucheng yizhi, auch Beshbaliq oder Beshbalik) aus der Zeit der Han-Dynastie, die seit 1988 auf der Liste der Denkmäler der Volksrepublik China (3-217) steht. Beshbaliq war Hauptstadt des Uigurischen Kaganats und des Königreichs von Qocho.
Im Mongolenreich war es zeitweise Sitz eines der fünf Teile des Reiches, der Choresmien, Transoxanien und die Oasen von Hami umfasste.
Ungefähr 30 km östlich des Hauptortes befindet sich der Nachbarort Qitai.